# Finlands Svenska Idrott
Finlands Svenska Idrott (FSI) grundades 1945 och är en centralorganisation för den organiserade svenskspråkiga idrottsrörelsen i Finland.
FSI:s huvuduppgift är att betjäna sina medlemsförbund med information och utbildning samt att arbeta för den finlandssvenska idrottsrörelsens väl i Finland. Det innebär att förbundet stöder sina medlemsförbund genom utbildningsverksamhet och publikationer på svenska. 
Under åren 2012 till 2016 riktade sig servicen också till de landsomfattande tvåspråkiga förbunden inom paraplyorganisationen för hela idrottsrörelsen i Finland, Valo, Finlands Idrott som fusionerades med den Finlands olympiska kommittén år 2016.
Finlands Svenska Idrott deltar aktivt i nationell verksamhet samt är framför allt den svenskspråkiga idrottsrörelsens representant utåt. FSI är även representerat på det nordiska planet.
Förbundet är medlem av Finlands olympiska kommitté.

## Motto
Förbundets huvudbudskap är:
Inspiration. Gemenskap. Resultat.

## Historik
- Finlands Svenska Idrott grundades 1945 som Finlands Svenska Centralidrottsförbundet (CIF)
- År 2005 byttes namnet till Finlands Svenska Idrott CIF
- Vid årsskiftet 2006/2007 antogs dess nuvarande namn Finlands Svenska Idrott (FSI)

## Ordförande
Finlands Svenska Idrotts nuvarande (2022) ordförande är Mikko Ollikainen (2021→), och generalsekreterare är Henrika Backlund (2020→).

## Medlemsförbund
År 2022 är fem grenförbund, två serviceförbund och tre idrottsdisktriktsförbund medlemmar i Finlands Svenska Idrott. De hade i sin tur allt som allt cirka 105 000 medlemmar.
Distriktsidrottsförbunden är:
- Nyland - Åbolands Idrottsdistrikt
- Ålands Idrottsdistrikt
- Österbottens Idrottsdistrikt

Gren- och medlemsförbunden är:
- Svenska Finlands Skolidrottsförbund (SFSI)
- Svenska Finlands Sportskytteförbund (SFS)
- Svenska Finlands Idrottsförbund (SFI)
- Finlands Svenska Skidförbund (FSS)
- Finlands Svenska Orienteringsförbund (FSO)
- Finlands Svenska Gymnastikförbund (FSG)
- Ålands Idrott (ÅI)

## Verksamheter
Förbundet bedriver bland annat följande aktiviteter:

### Motion
Förutom att ordna friluftskurser, är FSI också huvudarrangör för motionsevenemangen Kanonruset, West Coast Race och FamilySwimRun, samt medarrangör för en majoritet motionsevenemang runtom i Finlands svenskbygder.

### Skogsmulle
Förbundet bedriver sedan 2011 mulleverksamheten i egen regi. Dessförinnan bedrev det numera avvecklade specialidrottsförbundet Konditionsfrämjandet aktiviteten.

### Finlandssvenska Idrottsgalan
Finlands Svenska Idrott arrangerar ett årligen återkommande evenemang, Finlandssvenska Idrottsgalan.
På idrottsgalan delas pris, i olika kategorier, ut till idrottare inom den finlandssvenska idrottsrörelsen för framstående idrottsprestationer.